# Alessandro Poli
Alessandro Poli (Bolonia, Italia, 1965) es un dibujante de cómic italiano.

## Biografía
Trabaja en el sector publicitario en calidad de visualizador de guiones gráficos para varias agencias. Gracias a algunos dibujos publicados en el catálogo del evento "Falconara Comics", sus obras llamaron la atención de Mauro Marcheselli, coordinador del cómic Dylan Dog, que lo incorporó al equipo de sus dibujantes. Posteriormente, fue encargado de contribuir a la creación gráfica de dos personajes de Pasquale Ruju, Demian y Cassidy, de los cuales también fue el portadista. Además, ilustró la serie estrella de la editorial Bonelli, Tex, y fue el creador gráfico del personaje Saguaro.